# Mełchów
Mełchów – wieś w Polsce położona w województwie śląskim, w powiecie częstochowskim, w gminie Lelów.
W latach 1975–1998 miejscowość administracyjnie należała do województwa częstochowskiego.

## Historia
Podczas powstania styczniowego 30 września 1863 w bitwie pod Mełchowem ranny został młody podoficer Adam Chmielowski - późniejszy Brat Albert, założyciel dwóch zgromadzeń: Braci Albertynów i Sióstr Albertynek. W następstwie ran amputowano mu nogę.